# Вуса Фу Манчу
Вуса Фу Манчу або просто Фу Манчу — це довгі тонкі вуса, які проходять від верхньої губи до кінчиків губ і можуть доходити до підборіддя. Доволі часто вуса Фу Манчу поєднують з борідкою під нижньою губою. Іноді до основних вусів додають третій не великий вус, який починається під нижньою губою.
Вуса прийшли з Китаю в часи монгольських загарбників.
Свою назву вуса «Фу Манчу» отримали від Фу Манчу — вигаданого героя, який носить такі вуса в екранізації оповідання британського письменника Сакса Ромера. Цікавий факт: літературний герой в книжці Ромера не носить вусів. Знамениті вуса вперше з'явилося в британському серіалі «Таємниця доктора Фу Манчу» (1923). Саме після цього вуса Фу Манчу стали невід'ємною частиною всіх китайських лиходіїв.

## Плутанина
Іноді вуса Фу Манчу плутають з бородою «підкова» (або «байкер»). Різниця поміж ними полягає в тому, що вуса Фу Манчу вирощується виключно з кутів верхньої губи, створюючи такі собі довгі щупальця, які звисають вниз. Підкова — це просто вирощування волосся по обидві сторони губ і підборіддя разом з вусами, тим самим створюючи перевернуту U (підкову).
Щоб відростити справжні вуса Фу Манчу, потрібно порівняно більше часу ніж для підкови.